# Segodnja uvolnenija ne budet
Segodnja uvolnenija ne budet (russisk: Сегодня увольнения не будет...) er en sovjetisk spillefilm fra 1959 af Aleksandr Gordon og Andrej Tarkovskij.

## Medvirkende
- Oleg Borisov som captain Galitj
- Aleksej Aleksejev som Gvelesiani
- Pjotr Ljubesjkin som Versjinin
- Oleg Moksjantsev som Visjnjakov
- Vladimir Marenkov som Vasin